# Just d'Eleuteròpolis
Just d'Eleuteròpolis, també anomenat Just de Barsabbas, va ser un seguidor de Jesús de qui es diu als Fets dels Apòstols que era candidat a substituir Judes Iscariot en el grup del dotze apòstols. A part d'aquesta referència, poc se sap de la seva vida i els apel·latius vénen de la tradició oral, que el fa bisbe d'Eleuteròpolis (poc probable atesa l'esperança de vida de l'època), o fins i tot parent de Crist (segons la Llegenda àuria, molt polèmica). S'identifica en tot cas com un dels setanta deixebles.